# Stöpselkopfameise

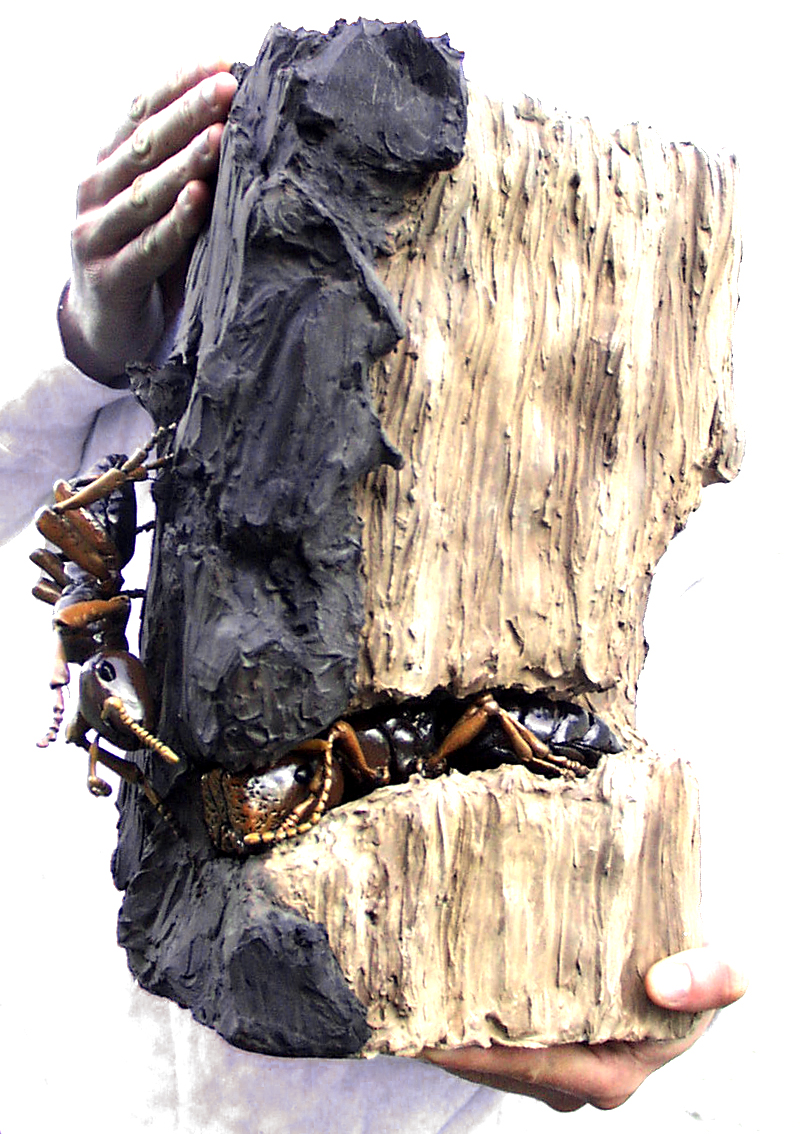
Eine Arbeiterin zeigt der Türschließermorphe per Betrillern ihre Koloniezugehörigkeit. Diese versperrt in der dargestellten Szene jedoch noch den sich im Holz befindenden Nesteingang. (Modell von Alexis Dworsky)

Die Stöpselkopfameise (Colobopsis truncata, Syn.: Camponotus truncatus) ist eine in Mitteleuropa vorkommende Ameisenart, die lange Zeit der Gattung der Rossameisen (Camponotus) zugeordnet wurde, seit 2016 jedoch wieder der Gattung Colobopsis zugeordnet wird.

## Merkmale
Kolonien der Stöpselkopfameise besitzen neben den gewöhnlichen Minor-Arbeiterinnen auch Major-Arbeiterinnen (Türschließermorphe), die einen stöpselförmigen, vorne auffällig abgestutzten Kopf mit kreisförmigem Querschnitt aufweist. Diese morphologische Besonderheit ist namensgebend für die Art. Die Minor-Arbeiterinnen kann man von den übrigen Rossameisen dadurch unterscheiden, dass die Oberkante ihres Petiolus in Frontalsicht deutlich konkav ist, wohingegen die übrigen Arten der Gattung eine konvexe Oberkante aufweisen. Außerdem ist bei ihnen die Stirnleiste nicht kurvig, sondern nahezu gerade. Ihre Fühler lenken in der Mitte der Stirn ein. Die Gynen haben anders als die übrigen, deutlich größeren (>3,0 Millimeter) Rossameisen eine Kopfkapsel, die an der breitesten Stelle maximal 2,7 Millimeter misst. Sie besitzen wie auch die Major-Arbeiterinnen einen stöpselförmigen, vorne auffällig abgestutzten Kopf mit kreisförmigem Querschnitt.

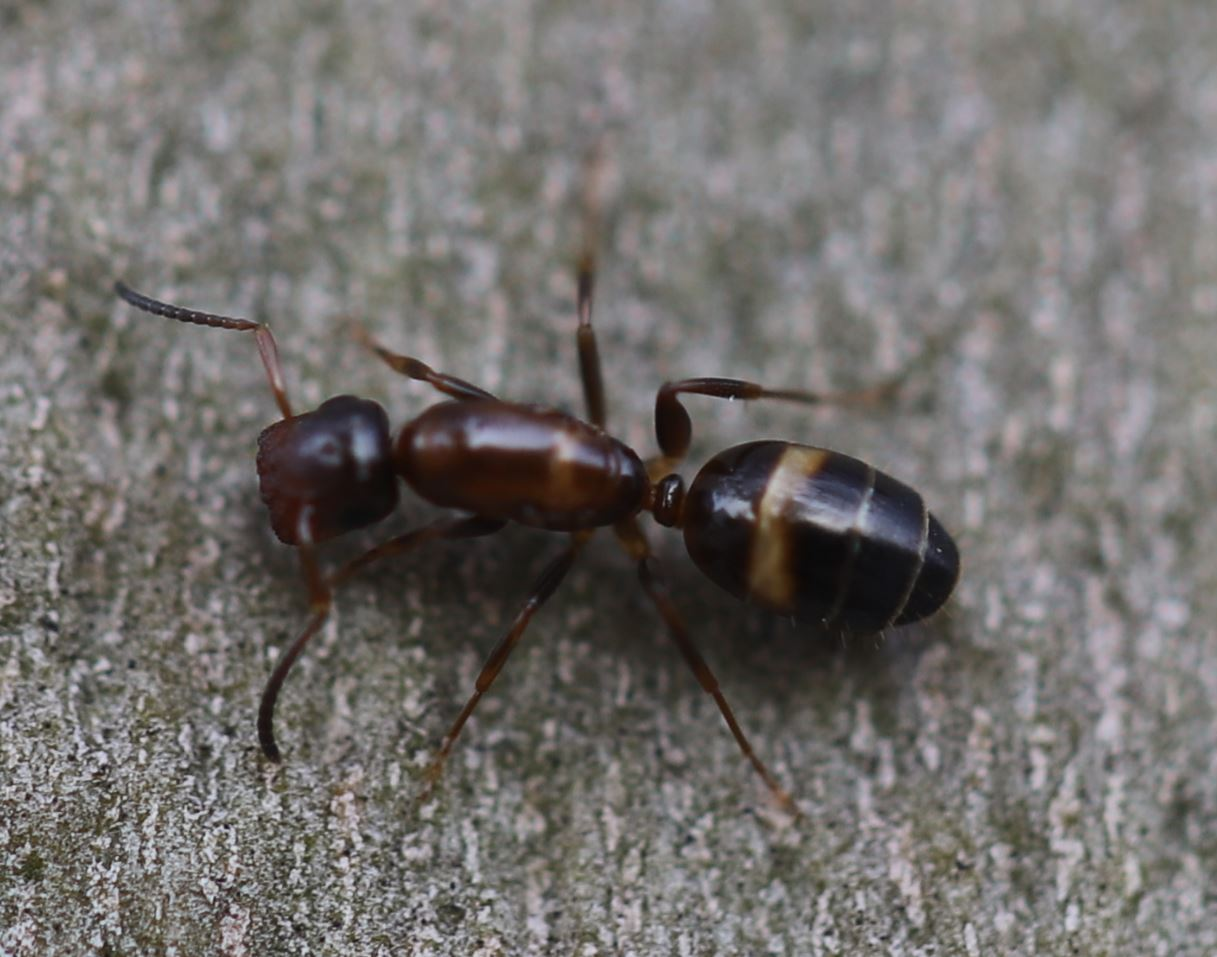
Eine Gyne von Colobopsis truncata
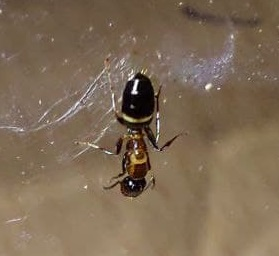
Eine andere Gyne von Colobopsis truncata
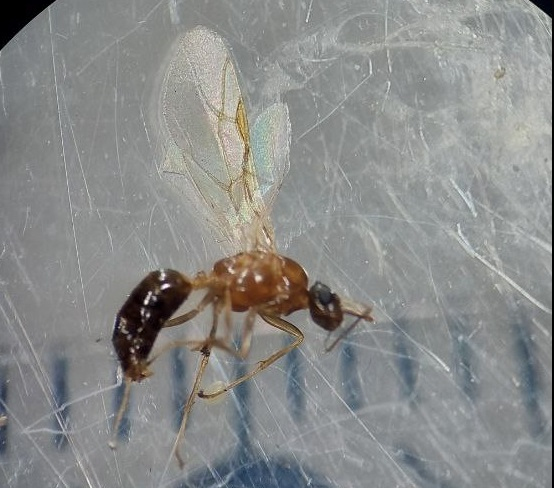
Männchen
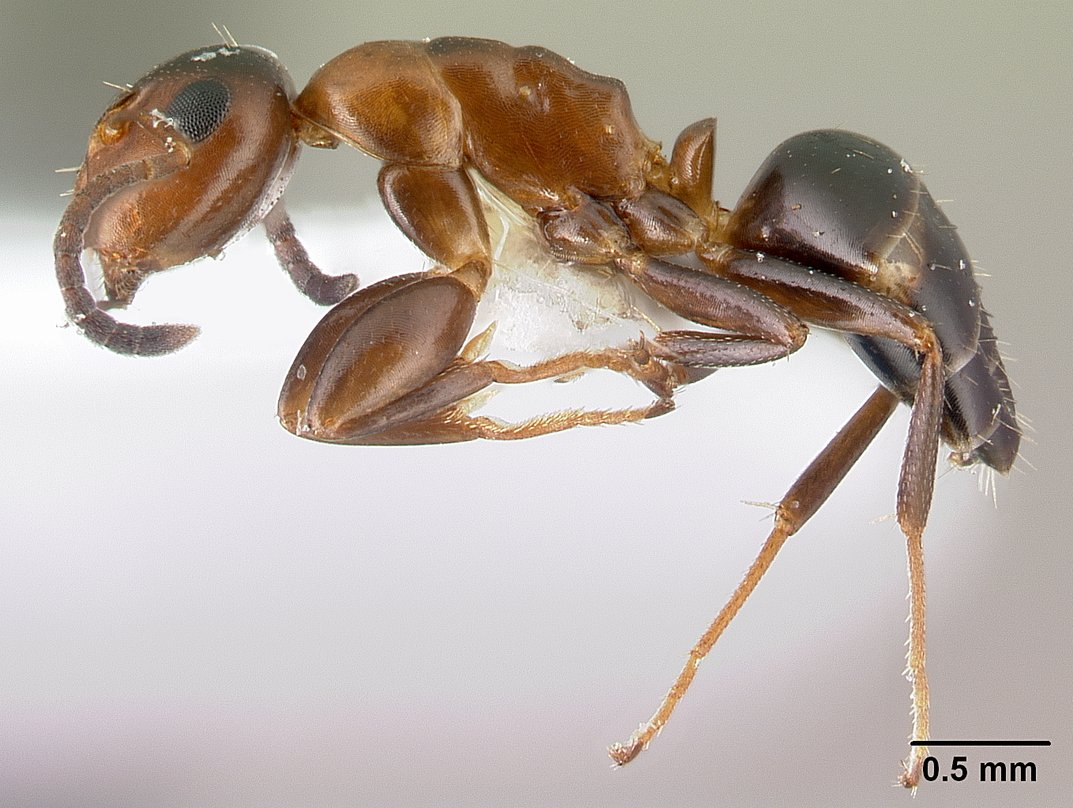
Eine Minor-Arbeiterin in lateraler Ansicht
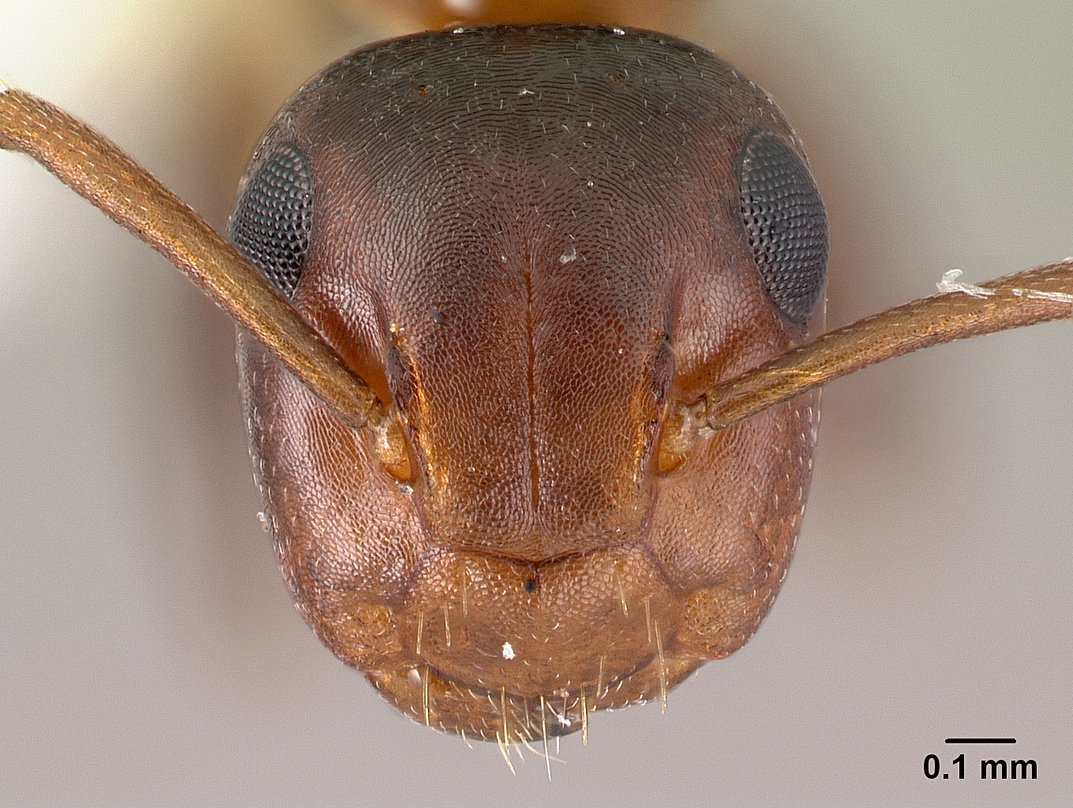
Kopfansicht einer Minor-Arbeiterin

## Vorkommen
Ihre natürliche Verbreitung hat die Art in Mitteleuropa, nördlich bis 50,4° nördlicher Breite, vom Flachland bis in die colline Höhenstufe, sowie in Südeuropa. Weiter nördlich, wie beispielsweise in Berlin, ist sie durch Verbringen von Pflanzenmaterial eingeschleppt. Sie ist bislang in Deutschland nur an 31 Fundorten in fünf Bundesländern (Thüringen, Hessen, Rheinland-Pfalz, Bayern und Baden-Württemberg) nachgewiesen. Auf Grund der arboricolen Lebensweise ist sie jedoch schwer zu entdecken und vermutlich weiter verbreitet. Im Süden Deutschlands tritt die Art häufig auf und ist auch in Städten zu finden.
Besiedelt werden temperaturbegünstigte Laubwälder und einzeln stehende Laubgehölze.

## Lebensweise
Ältere Nester findet man ausschließlich im Totholz oder der Borke von Bäumen, seltener von Sträuchern. Die Nestgründung findet in vorhandenen Insekten-Fraßgängen statt, die sukzessive zu einem Galeriesystem erweitert werden. Dieses Galeriesystem umfasst das gesamte Volumen des Totholzes, weist aber maximal zwei bis drei kleine Eingänge auf. Einzelne Gynen gründen ihre Kolonien auch in Pflanzengallen, in denen sie auch überwintern. Die Nestgründung kann auch in hohlen Pflanzenstängeln, etwa von Rubus-Arten erfolgen. Anfangs wird der kleine Eingang zum Nest von der Gyne verschlossen, später übernehmen diese Aufgabe die Türschließermorphen (Major-Arbeiterinnen) mit ihrem charakteristisch verformten Kopf. Größere Eingänge werden von bis zu drei Arbeiterinnen gleichzeitig verschlossen. Stöpselkopfameise-Kolonien wachsen anscheinend nur langsam und nur selten findet man solche mit mehr als 500 Arbeiterinnen. Major-Arbeiterinnen sind im Nest etwa 20 bis 30 mal weniger zahlreich vertreten als gewöhnliche Minor-Arbeiterinnen. Die Kolonien sind monogyn, nicht selten findet man aber auf einem Nistbaum mehrere separate Nestbereiche (Polydomie). Die Verpuppung erfolgt offenbar immer ohne Kokon.
Die schnell laufenden Stöpselkopfameise verhalten sich sehr vorsichtig und gegenüber anderen Ameisen, mit Ausnahme von Temnothorax, fluchtbereit. Sie verhalten sich nur gegenüber Fremdkolonien der eigenen Art aggressiv. Nicht nur Minor-, sondern auch Major-Arbeiterinnen gehen manchmal auf Nahrungssuche. Die Tiere schwärmen von Juni bis Anfang August.

## Belege